# Escuela de Pisagua
La escuela de Pisagua se encuentra ubicada en la comuna de Huara en la Región de Tarapacá, Chile. En 2008 fue declarada Monumento Nacional mediante el decreto N° 466.

## Historia
La escuela de Pisagua fue centro de detención y tortura entre 1973 y 1974, durante el golpe militar de Chile. Estaba organizada en seis áreas; la escuela, la cárcel, el mercado, el teatro, la multi-cancha y la fosa. 
Cada uno de estos lugares tuvo funciones distintas, específicamente, en la escuela se alojó la administración de todo el centro de detención, se emitían los fallos y ejecutaban las órdenes de tortura, intimidación y ejecución de los reclusos. Se estima que alrededor de 800 reclusos, solo en la dictadura militar encabezada por Augusto Pinochet, pasaron por este centro de detención. 
Diferentes edificaciones y lugares del pueblo de Pisagua conformaron el campamento de prisioneros, en este, el edificio de la Escuela fue el lugar donde funcionó la Fiscalía Militar y en ella se realizaron los Consejos de Guerra de los años 1973 y 1974, según consigna el Informe Rettig. Hay otras versiones que señalan que en realidad se realizaron tres Consejos de Guerra y que, en total, 147 personas fueron procesadas.
Muchos de estos prisioneros fueron ejecutados y enterrados ilegalmente, sin siquiera informar a sus familiares sobre su destino. Durante todo el proceso de búsqueda de los desaparecidos y de la demanda por justicia, la información proporcionada por testigos de las ejecuciones dieron las pistas suficientes para que la Vicaría de la Solidaridad presentara ante el Juzgado de Pozo Almonte una denuncia por inhumación ilegal el 31 de mayo de 1990.

## Actualidad
Según la Comisión Nacional de Verdad y Reconciliación, este es uno, de 11 centros detectados a lo largo del país, que conserva su integridad física en la actualidad. 
El edificio fue declarado monumento nacional el 6 de febrero de 2008 por el decreto N° 466
La escuela de Pisagua empezó a impartir clases bajo la Ilustre Municipalidad de Huara, con el nombre de Escuela Básica G-49, con un promedio de 3 alumnos por aula de clases. 